# Фразерии
Фразерии (лат. Fraseria) — род воробьиных птиц из семейства мухоловковых. Представители рода распространены в Африке южнее Сахары.

## Таксономия и этимология
Род Fraseria был введен в 1854 году французским натуралистом Шарлем Люсьеном Бонапартом для описания лесной фразерии (Fraseria ocreata). Название рода было дано в честь английского зоолога, коллекционера и куратора Луиса Фрейзера. Ранее в состав рода включали только два вида: лесную фразерию и белобровую фразерию, но на основе молекулярно-филогенетического исследования, опубликованного в 2023 году, род был расширен за счет включения других видов.

## Виды
В состав рода включают 8 видов:
- Fraseria cinerascens Hartlaub, 1857 — Белобровая фразерия
- Fraseria ocreata (Strickland, 1844) — Лесная фразерия
- Fraseria griseigularis — Серогорлая мухоловка (ранее помещалась в род Myioparus)
- Fraseria plumbea — Синичья мухоловка (ранее помещалась в род Myioparus)
- Fraseria olivascens — Оливковая мухоловка (ранее помещалась в род Muscicapa)
- Fraseria lendu — Лендуйская мухоловка (ранее помещалась в род Muscicapa)
- Fraseria caerulescens — Пепельная мухоловка (ранее помещалась в род Muscicapa)
- Fraseria tessmanni — Мухоловка Тессмана (ранее помещалась в род Muscicapa)